# Alberto, 8.º Príncipe de Thurn e Taxis
Alberto, 8.º Príncipe de Thurn e Taxis, ou Alberto Maria José Maximiliano Lamoral (Ratisbona, 8 de maio de 1867 — 22 de janeiro de 1952), foi o oitavo príncipe de Thurn e Taxis e chefe da família com o mesmo nome entre 2 de junho de 1885 e a sua morte a 22 de janeiro de 1952.

## Família
Alberto era o filho mais novo do príncipe-herdeiro Maximiliano António de Thurn e Taxis e da sua esposa, a duquesa Helena Carolina da Baviera, irmã mais velha da imperatriz Isabel (Sissi) da Áustria. Inicialmente, era Helena quem estava destinada a casar-se com o imperador Francisco José I, mas este acabou por preferir a sua irmã mais nova. O seu pai morreu quando ele tinha menos de dois meses de idade.
Maximiliano tinha duas irmãs mais velhas, a princesa Luísa de Thurn e Taxis, casada com o príncipe Frederico de Hohenzollern-Sigmaringen, e a princesa Isabel de Thurn e Taxis, casada com o duque Miguel de Bragança, e um irmão mais velho, Maximiliano Maria, 7.º Príncipe de Thurn e Taxis, casado com a arquiduquesa Margarida Clementina da Áustria.

## Sucessão
Em 1871, morreu o avô de Alberto, Maximiliano Carlos, 6.º Príncipe de Thurn e Taxis, sendo sucedido pelo seu irmão mais velho, Maximiliano Maria, 7.º Príncipe de Thurn e Taxis. Maximiliano morreu a 2 de Junho de 1885 e Alberto sucedeu-o, tornando o oitavo príncipe de Thurn e Taxis. A sua mãe foi sua regente até Alberto completar vinte-e-um anos de idade em 1888. A 8 de Maio de 1889, o príncipe-regente Leopoldo da Baviera nomeou-o duque de Wörth e Donaustauf. A 30 de Novembro foi armado cavaleiro da Ordem do Tosão de Ouro, da Áustria.

## Casamento e Descendência
A 15 de Julho de 1890, Alberto casou-se em Budapeste com a arquiduquesa Margarida Clementina da Áustria, filha do arquiduque José Carlos da Áustria. Alberto comprou a "Tiara Imperatriz Eugénia" como presente de casamento para a sua nova esposa; a tiara, criada por Gabriel Lemmonier em 1853, fazia parte das jóias da coroa francesa e actualmente encontra-se em exposição no Museu do Louvre, em Paris.
Alberto e Margarida tiveram oito filhos:
1. Francisco José, 9.º Príncipe de Thurn e Taxis (21 de Dezembro de 1893 - 13 de Julho de 1971), casado com a princesa Isabel Maria de Bragança, filha do duque Miguel de Bragança; com descendência.
2. José Alberto de Thurn e Taxis (4 de Novembro de 1895 - 7 de Dezembro de 1895), morreu com um mês de idade.
3. Carlos Augusto, 10.º Príncipe de Thurn e Taxis (23 de Julho de 1898 - 26 de Abril de 1982), casado com a princesa Maria Ana de Bragança, filha do duque Miguel de Bragança; com descendência.
4. Luís Filipe de Thurn e Taxis (2 de Fevereiro de 1901 - 22 de Abril de 1933), casado com a princesa Isabel de Luxemburgo, filha do grão-duque Guilherme IV de Luxemburgo; com descendência.
5. Max Emanuel de Thurn e Taxis (1 de Março de 1902 - 3 de Outubro de 1994), nunca se casou nem teve filhos.
6. Isabel Helena de Thurn e Taxis (15 de Dezembro de 1903 - 22 de Outubro de 1976), casada com o marquês Frederico Cristiano de Meissen; com descendência.
7. Rafael Ricardo de Thurn e Taxis (30 de Maio de 1906 - 8 de Junho de 1993), casado com a princesa Margarida de Thurn e Taxis, pai do príncipe Max Emanuel de Thurn e Taxis, actual herdeiro presumível de Thurn e Taxis.
8. Filipe Ernesto de Thurn e Taxis (7 de Maio de 1908 - 23 de Julho de 1964), casado com a princesa Eulália de Thurn e Taxis; com descendência.

## Morte
Alberto morreu em Ratisbona, onde se encontra enterrado junto da esposa na capela da cripta do Schloss Santo Emerano, antiga Abadia de Santo Emerano.

## Genealogia
| Alberto, 8.º Príncipe de Thurn e Taxis | Pai: Maximiliano António de Thurn e Taxis | Avô paterno: Maximiliano Carlos de Thurn e Taxis | Bisavô paterno: Carlos Alexandre, 5.º Príncipe de Thurn e Taxis |
| Alberto, 8.º Príncipe de Thurn e Taxis | Pai: Maximiliano António de Thurn e Taxis | Avô paterno: Maximiliano Carlos de Thurn e Taxis | Bisavó paterna: Teresa de Mecklemburgo-Strelitz                 |
| Alberto, 8.º Príncipe de Thurn e Taxis | Pai: Maximiliano António de Thurn e Taxis | Avó paterna: Guilhermina de Dörnberg             | Bisavô paterno: Ernesto de Dörnberg                             |
| Alberto, 8.º Príncipe de Thurn e Taxis | Pai: Maximiliano António de Thurn e Taxis | Avó paterna: Guilhermina de Dörnberg             | Bisavó paterna: Guilhermina Henriqueta Maximiliana de Glauburg  |
| Alberto, 8.º Príncipe de Thurn e Taxis | Mãe: Helena Carolina da Baviera           | Avô materno: Maximiliano, duque da Baviera       | Bisavô materno: Pio Augusto da Baviera                          |
| Alberto, 8.º Príncipe de Thurn e Taxis | Mãe: Helena Carolina da Baviera           | Avô materno: Maximiliano, duque da Baviera       | Bisavó materna: Amélia Luísa de Arenberg                        |
| Alberto, 8.º Príncipe de Thurn e Taxis | Mãe: Helena Carolina da Baviera           | Avó materna: Luísa Guilhermina da Baviera        | Bisavô materno: Maximiliano I José da Baviera                   |
| Alberto, 8.º Príncipe de Thurn e Taxis | Mãe: Helena Carolina da Baviera           | Avó materna: Luísa Guilhermina da Baviera        | Bisavó materna: Carolina de Baden                               |